# Manchester United F.C. mùa bóng 1985–86
Mùa giải 1985–86 là mùa giải thứ 84 của Manchester United trong hệ thống bóng đá Anh và là mùa giải thứ 11 liên tiếp của họ ở giải đấu hàng đầu của bóng đá Anh .
Mặc dù đã vô địch FA Cup mùa trước, đội đã không được tham dự UEFA Cup Winners' Cup 1985–86 do lệnh cấm 5 năm đối với các câu lạc bộ Anh thi đấu tại các giải đấu châu Âu được áp dụng sau thảm họa Heysel tại Chung kết UEFA European Cup 1984-85. Thay vào đó, các câu lạc bộ đủ điều kiện tham dự châu Âu đều tranh Siêu cúp Liên đoàn bóng đá Anh.
Không có tác động nào từ việc bị cấm dự cúp châu Âu ảnh hưởng quá nhiều đến đội bóng, họ đã có một khởi đầu 10 trận không thắng tại giải đấu. Họ đã bất bại 15 trận đầu tiên với 41 điểm kể từ ngày 2 tháng 11 với 13 trận thắng và 2 trận hòa. Thời gian dẫn đầu của họ vào thời điểm đó đã giúp họ giữ vững ngôi đầu giải đấu cho đến đầu tháng hai mặc dù chỉ giành được 35 điểm sau 27 trận, xếp thứ 4 trên bảng xếp hạng với 76 điểm, kém nhà vô địch Liverpool 12 điểm. Không có được thành công trong các giải đấu cúp dẫn đến những nghi ngờ về tương lai của Ron Atkinson trên cương vị huấn luyện viên trưởng. Atkinson đã kết thúc năm mùa giải với tư cách là huấn luyện viên cùng thành tích luôn nằm top 4 và giành hai FA Cup, nhưng sự chờ đợi cho một chức vô địch quốc gia đã bước sang mùa giải thứ 20.
Các phương tiện truyền thông đồn đoán rằng hai huấn luyện viên có nhiều khả năng chuyển đến Old Trafford: Terry Venables, người vừa từ chối lời đề nghị trở lại Anh từ Barcelnona để dẫn dắt Arsenal; và Alex Ferguson, người  đội Aberdeen đã phá vỡ sự thống trị của hai gã khổng lồ Celtic và Rangers trong những mùa giải gần đây tại giải ngoại hạng Scotland. Bất chấp những lời đồn đoán này, Atkinson vẫn tiếp tục dẫn dắt Manchester United trong mùa giải tiếp theo, nhưng kỳ vọng dành cho ông về việc mang lại danh hiệu cho câu lạc bộ vẫn rất lớn.
Lệnh cấm các câu lạc bộ Anh tham dự các giải đấu ở châu Âu đã được kéo dài sang mùa giải thứ hai, đồng nghĩa với việc United sẽ không thể tranh tài tại UEFA Cup 1986–87.
Mark Hughes một lần nữa là chân sút số 1 của United, ghi 17 bàn ở giải vô địch quốc gia và 18 bàn trên mọi đấu trường. Tuy nhiên, phong độ của Hughes đã tụt dốc trong nửa sau của mùa giải sau khi ghi 11 bàn trước giáng sinh, và vào ngày 21 tháng 3 năm 1986, có thông tin cho rằng Mark Hughes sẽ rời United vào cuối mùa giải để ký hợp đồng với câu lạc bộ Barcelona đang chơi tại La Liga với một bản hợp đồng trị giá hai triệu bảng Anh. Manchester United đã ký hợp đồng với tiền đạo Peter Davenport của Nottingham Forest nhằm thay thế Hughes đồng thời chiêu mộ một tiền đạo khác là Terry Gibson từ Coventry City, ngay sau khi bước sang năm mới.
Cơn khát danh hiệu của "Quỷ đỏ" chưa thể chấm dứt bởi đội trưởng Bryan Robson chỉ có mặt trong một nửa số trận đấu của câu lạc bộ mùa giải đó vì chấn thương.

## Siêu cúp Anh
| Ngày      | Đối thủ | Sân nhà/khách | Tỉ số | Cầu thủ ghi bàn | Số lượng khán giả |
| --------- | ------- | ------------- | ----- | --------------- | ----------------- |
| 10/8/1985 | Everton | N             | 0–2   |                 | 82,000            |

## First Division
| Ngày                     | Đối thủ              | Sân nhà/khách | Tỉ số | Cầu thủ ghi bàn                                | Số lượng khán giả | Thứ hạng |
| ------------------------ | -------------------- | ------------- | ----- | ---------------------------------------------- | ----------------- | -------- |
| 17/8/1985                | Aston Villa          | H             | 4–0   | Whiteside, Hughes (2), Olsen                   | 49,743            | 1        |
| 20/8/1985                | Ipswich Town         | A             | 1–0   | Robson                                         | 18,777            | 1        |
| 24/8/1985                | Arsenal              | A             | 2–1   | Hughes, McGrath                                | 37,145            | 1        |
| 26/8/1985                | West Ham United      | H             | 2–0   | Hughes, Strachan                               | 50,773            | 1        |
| 31/8/1985                | Nottingham Forest    | A             | 3–1   | Hughes, Barnes, Stapleton                      | 26,274            | 1        |
| 4/9/1985                 | Newcastle United     | H             | 3–0   | Stapleton (2), Hughes                          | 51,102            | 1        |
| 7/9/1985                 | Oxford United        | H             | 3–0   | Whiteside, Robson, Barnes                      | 51,820            | 1        |
| 14/9/1985                | Manchester City      | A             | 3–0   | Robson (pen.), Albiston, Duxbury               | 48,773            | 1        |
| 21/9/1985                | West Bromwich Albion | A             | 5–1   | Brazil (2), Strachan, Blackmore, Stapleton     | 25,068            | 1        |
| 28/9/1985                | Southampton          | H             | 1–0   | Hughes                                         | 52,449            | 1        |
| 5/10/1985                | Luton Town           | A             | 1–1   | Hughes                                         | 17,454            | 1        |
| 12/10/1985               | Queens Park Rangers  | H             | 2–0   | Hughes, Olsen                                  | 48,845            | 1        |
| 19/10/1985               | Liverpool            | H             | 1–1   | McGrath                                        | 54,492            | 1        |
| 26/10/1985               | Chelsea              | A             | 2–1   | Olsen, Hughes                                  | 42,485            | 1        |
| 2/11/1985                | Coventry City        | H             | 2–0   | Olsen (2)                                      | 46,748            | 1        |
| 9/11/1985                | Sheffield Wednesday  | A             | 0–1   |                                                | 48,105            | 1        |
| 16/11/1985               | Tottenham Hotspur    | H             | 0–0   |                                                | 54,575            | 1        |
| 23/11/1985               | Leicester City       | A             | 0–3   |                                                | 22,008            | 1        |
| 30/11/1985               | Watford              | H             | 1–1   | Brazil                                         | 42,181            | 1        |
| 7/12/1985                | Ipswich Town         | H             | 1–0   | Stapleton                                      | 37,981            | 1        |
| 14/12/1985               | Aston Villa          | A             | 3–1   | Blackmore, Strachan, Hughes                    | 27,626            | 1        |
| 21/12/1985               | Arsenal              | H             | 0–1   |                                                | 44,386            | 1        |
| 26/12/1985               | Everton              | A             | 1–3   | Stapleton                                      | 42,551            | 1        |
| 1/1/1986                 | Birmingham City      | H             | 1–0   | C. Gibson                                      | 43,095            | 1        |
| ngày 11 tháng 1 năm 1986 | Oxford United        | A             | 3–1   | Whiteside, Hughes, C. Gibson                   | 13,280            | 1        |
| 18/1/1986                | Nottingham Forest    | H             | 2–3   | Olsen (2; 1 pen.)                              | 46,717            | 1        |
| 2/2/1986                 | West Ham United      | A             | 1–2   | Robson                                         | 22,642            | 2        |
| 9/2/1986                 | Liverpool            | A             | 1–1   | C. Gibson                                      | 35,064            | 2        |
| 22/2/1986                | West Bromwich Albion | H             | 3–0   | Olsen (3; 2 pen.)                              | 45,193            | 2        |
| 1/3/1986                 | Southampton          | A             | 0–1   |                                                | 19,012            | 2        |
| 15/3/1986                | Queens Park Rangers  | A             | 0–1   |                                                | 23,407            | 3        |
| 19/3/1986                | Luton Town           | H             | 2–0   | Hughes, McGrath                                | 33,668            | 3        |
| 22/3/1986                | Manchester City      | H             | 2–2   | C. Gibson, Strachan (pen.)                     | 51,274            | 3        |
| 29/3/1986                | Birmingham City      | A             | 1–1   | Robson                                         | 22,551            | 3        |
| 31/3/1986                | Everton              | H             | 0–0   |                                                | 51,189            | 3        |
| 5/4/1986                 | Coventry City        | A             | 3–1   | C. Gibson, Robson, Strachan                    | 17,160            | 3        |
| 9/4/1986                 | Chelsea              | H             | 1–2   | Olsen (pen.)                                   | 45,355            | 3        |
| 13/4/1986                | Sheffield Wednesday  | H             | 0–2   |                                                | 32,331            | 3        |
| 16/4/1986                | Newcastle United     | A             | 4–2   | Robson (pen.), Hughes (2), Whiteside           | 31,840            | 3        |
| 19/4/1986                | Tottenham Hotspur    | A             | 0–0   |                                                | 32,357            | 3        |
| 26/4/1986                | Leicester City       | H             | 4–0   | Stapleton, Hughes, Blackmore, Davenport (pen.) | 38,840            | 3        |
| 3/5/1986                 | Watford              | A             | 1–1   | Hughes                                         | 18,414            | 4        |

## FA Cup
| Ngày      | Vòng          | Đối thủ         | Sân nhà/khách | Tỉ số | Cầu thủ ghi bàn              | Số lượng khán giả |
| --------- | ------------- | --------------- | ------------- | ----- | ---------------------------- | ----------------- |
| 9/1/1986  | Vòng 3        | Rochdale        | H             | 2–0   | Stapleton, Hughes            | 40,223            |
| 25/1/1986 | Vòng 4        | Sunderland      | A             | 0–0   |                              | 35,484            |
| 29/1/1986 | Vòng 4 Đá lại | Sunderland      | H             | 3–0   | Whiteside, Olsen (2; 1 pen.) | 43,402            |
| 5/3/1986  | Vòng 5        | West Ham United | A             | 1–1   | Stapleton                    | 26,441            |
| 9/3/1986  | Vòng 5 Đá lại | West Ham United | H             | 0–2   |                              | 30,441            |

## Cúp liên đoàn
| Ngày                     | Vòng           | Đối thủ         | Sân nhà/khách | Tỉ số | Cầu thủ ghi bàn | Số lượng khán giả |
| ------------------------ | -------------- | --------------- | ------------- | ----- | --------------- | ----------------- |
| 24/9/1985                | Vòng 2 Lượt đi | Crystal Palace  | A             | 1–0   | Barnes          | 21,507            |
| ngày 9 tháng 10 năm 1985 | Vòng 2 Lượt về | Crystal Palace  | H             | 1–0   | Whiteside       | 26,118            |
| 29/10/1985               | Vòng 3         | West Ham United | H             | 1–0   | Whiteside       | 32,056            |
| 26/11/1985               | Vòng 4         | Liverpool       | A             | 1–2   | McGrath         | 41,291            |

## Football League Super Cup
| Ngày                     | Vòng      | Đối thủ      | Sân nhà/khách | Tỉ số | Cầu thủ ghi bàn                  | Số lượng khán giả |
| ------------------------ | --------- | ------------ | ------------- | ----- | -------------------------------- | ----------------- |
| ngày 18 tháng 9 năm 1985 | Vòng bảng | Everton      | H             | 2–4   | Robson (pen.) 45', Stapleton 61' | 33,859            |
| 6/11/1985                | Vòng bảng | Norwich City | H             | 1–1   | Whiteside (pen.)                 | 20,130            |
| 4/12/1985                | Vòng bảng | Everton      | A             | 0–1   |                                  | 20,542            |
| 11/12/1985               | Vòng bảng | Norwich City | A             | 1–1   | C. Gibson                        | 15,449            |

| Group 1 | Group 1           | Group 1 | Group 1 | Group 1 | Group 1 | Group 1 | Group 1 | Group 1 | Group 1 |
| Pos.    | Team              | Pld.    | W       | D       | L       | GF      | GA      | GD      | Pts.    |
| ------- | ----------------- | ------- | ------- | ------- | ------- | ------- | ------- | ------- | ------- |
| 1       | Everton           | 4       | 3       | 0       | 1       | 6       | 3       | +3      | 9       |
| 2       | Norwich City      | 4       | 1       | 2       | 1       | 3       | 3       | 0       | 5       |
| 3       | Manchester United | 4       | 0       | 2       | 2       | 4       | 7       | –3      | 2       |

Pld = Số trận đấu; W = Trận thắng; D = Trận hòa; L = Trận thua; GF = Bàn thắng; GA = Bàn thua; GD = Hiệu số; Pts = Điểm

## Thống kê đội hình
| Vị trí | Name              | League | League | FA Cup | FA Cup | League Cup | League Cup | UEFA Cup | UEFA Cup | Tổng cộng | Tổng cộng |
| Vị trí | Name              | Trận   | Bàn    | Trận   | Bàn    | Trận       | Bàn        | Trận     | Bàn      | Trận      | Bàn       |
| ------ | ----------------- | ------ | ------ | ------ | ------ | ---------- | ---------- | -------- | -------- | --------- | --------- |
| TM     | Gary Bailey       | 25     | 0      | 2      | 0      | 4          | 0          | 3        | 0        | 34        | 0         |
| TM     | Chris Turner      | 17     | 0      | 3      | 0      | 0          | 0          | 2        | 0        | 22        | 0         |
| HV     | Arthur Albiston   | 37     | 1      | 5      | 0      | 3          | 0          | 3        | 0        | 48        | 1         |
| HV     | Clayton Blackmore | 12     | 3      | 2(2)   | 0      | 2          | 0          | 4        | 0        | 20(2)     | 3         |
| HV     | Mike Duxbury      | 21(2)  | 1      | 3      | 0      | 3          | 0          | 2        | 0        | 29(2)     | 1         |
| HV     | Billy Garton      | 10     | 0      | 1      | 0      | 0          | 0          | 1        | 0        | 12        | 0         |
| HV     | John Gidman       | 24     | 0      | 2      | 0      | 1          | 0          | 3        | 0        | 30        | 0         |
| HV     | Mark Higgins      | 6      | 0      | 2      | 0      | 0          | 0          | 0        | 0        | 8         | 0         |
| HV     | Graeme Hogg       | 17     | 0      | 0      | 0      | 2          | 0          | 2        | 0        | 21        | 0         |
| HV     | Paul McGrath      | 40     | 3      | 4      | 0      | 4          | 1          | 5        | 0        | 53        | 4         |
| HV     | John Sivebæk      | 2(1)   | 0      | 0      | 0      | 0          | 0          | 0        | 0        | 2(1)      | 0         |
| HV     | Mark Dempsey      | 1      | 0      | 0      | 0      | 0          | 0          | 1(1)     | 0        | 2(1)      | 0         |
| TV     | Colin Gibson      | 18     | 5      | 4      | 0      | 0          | 0          | 2        | 1        | 24        | 6         |
| TV     | Kevin Moran       | 18(1)  | 0      | 3      | 0      | 4          | 0          | 1        | 0        | 26(1)     | 0         |
| TV     | Remi Moses        | 4      | 0      | 0      | 0      | 0          | 0          | 0(1)     | 0        | 4(1)      | 0         |
| TV     | Jesper Olsen      | 25(3)  | 11     | 3(2)   | 2      | 3          | 0          | 3        | 0        | 34(5)     | 13        |
| TV     | Bryan Robson      | 21     | 7      | 3      | 0      | 2          | 0          | 2        | 1        | 28        | 8         |
| TV     | Gordon Strachan   | 27(1)  | 5      | 5      | 0      | 1          | 0          | 3(1)     | 0        | 36(2)     | 5         |
| TV     | Norman Whiteside  | 37     | 4      | 5      | 1      | 4          | 2          | 5        | 1        | 51        | 8         |
| TĐ     | Peter Barnes      | 12(1)  | 2      | 0      | 0      | 3          | 1          | 2        | 0        | 17(1)     | 3         |
| TĐ     | Alan Brazil       | 1(10)  | 3      | 0      | 0      | 2(2)       | 0          | 3        | 0        | 6(12)     | 3         |
| TĐ     | Peter Davenport   | 11     | 1      | 0      | 0      | 0          | 0          | 0        | 0        | 11        | 1         |
| TĐ     | Terry Gibson      | 2(5)   | 0      | 0      | 0      | 0          | 0          | 0        | 0        | 2(5)      | 0         |
| TĐ     | Mark Hughes       | 40     | 17     | 3      | 1      | 2          | 0          | 4        | 0        | 49        | 18        |
| TĐ     | Frank Stapleton   | 34(7)  | 7      | 5      | 2      | 4          | 0          | 4        | 1        | 47(7)     | 10        |
| TĐ     | Nicky Wood        | 0(1)   | 0      | 0      | 0      | 0          | 0          | 0        | 0        | 0(1)      | 0         |